# بوريس فالي
بوريس فالي (بالهولندية: Boris Vallée )‏ (و. 1993  م) هو راكب دراجة هوائية بلجيكي، ولد في فيرفييتوا.

## سجل الفوز

### سباقات أو مراحل فاز بها
| التاريخ        | السباق                          | المركز                  |
| -------------- | ------------------------------- | ----------------------- |
| 18 مايو 2013   | 2013 Grand Prix Criquielion     | الفائز في التصنيف العام |
| 14 أكتوبر 2014 | طواف بكين 2014                  | التاسع في تصنيف الجبال  |
| 21 مارس 2015   | 2015 Ronde van Zeeland Seaports | التاسع في التصنيف العام |
| 16 أبريل 2015  | جائزة دينين الكبرى 2015         | الثاني في التصنيف العام |
| 18 سبتمبر 2015 | بطولة فلاندرز 2015              | السابع في التصنيف العام |
| 21 أغسطس 2016  | غروت بريجس جيف شيرنز 2016       | الرابع في التصنيف العام |
| 13 أبريل 2017  | جائزة دينين الكبرى 2017         | الرابع في التصنيف العام |
| 28 أغسطس 2018  | 2018 Stadsprijs Geraardsbergen  |                         |
| 14 أكتوبر 2018 | طواف بحيرة تايهو 2018           | الفائز في التصنيف العام |
| 03 فبراير 2019 | تروفيو بالما 2019               | التاسع في التصنيف العام |
| 26 يونيو 2019  | هالي إنجويجم 2019               | الخامس في التصنيف العام |

## روابط خارجية
- بوريس فالي على موقع الاتحاد الدولي للدراجات (الإنجليزية)
- بوريس فالي على موقع أرشيف الدراجات (الإنجليزية)
- بوريس فالي على موقع إحصائيات الدراجات الإحترافية (الإنجليزية)
- بوريس فالي على موقع نسبة الدراجات (الإنجليزية)
- بوريس فالي على موقع أوليمبيديا (الإنجليزية)